# Paranabi
Paranabi é um distrito do município brasileiro de Ilhabela, que integra a Região Metropolitana do Vale do Paraíba e Litoral Norte, no litoral do estado de São Paulo.

## História

### Formação administrativa
- Distrito criado pelo Decreto-Lei n° 14.334 de 30/11/1944, com o povoado de Sombrio mais terras do distrito sede de Ilhabela e os arquipélagos de Búzios e Vitória[3].

## Geografia

### Demografia

#### População urbana
| Crescimento população urbana | Crescimento população urbana | Crescimento população urbana | Crescimento população urbana |
| Censo                        | Pop.                         |                              | %±                           |
| ---------------------------- | ---------------------------- | ---------------------------- | ---------------------------- |
| 1950                         | 0                            |                              | —                            |
| 1960                         | 109                          |                              | —                            |
| 1970                         | 356                          |                              | 226,6%                       |
| 1980                         | 243                          |                              | −31,7%                       |
| 1991                         | 329                          |                              | 35,4%                        |
| 2000                         | 290                          |                              | −11,9%                       |
| 2010                         | 308                          |                              | 6,2%                         |
| Fonte: IBGE e Fundação SEADE |                              |                              |                              |

#### População total
Pelo Censo 2010 (IBGE) a população total do distrito era de 502 habitantes.

### Área territorial
A área territorial do distrito é de 114,717 km².

### Rodovias
O único acesso terrestre à Paranabi é a estrada SPA-004/131 (sem asfalto), que faz a ligação Ilhabela - Praia de Castelhanos, praticamente intransitável para automóveis comuns.

## Serviços públicos

### Registro civil
Atualmente é feito na sede do município, pois o Cartório de Registro Civil das Pessoas Naturais do distrito foi extinto pela Resolução nº 1 de 29/12/1971 do Tribunal de Justiça do Estado de São Paulo e seu acervo foi recolhido ao cartório do distrito sede.

## Praias
O distrito possui várias praias, todas de difícil acesso, entre elas:
- Praia da Serraria - primeira praia de Paranabi, no leste da ilha, na divisa com o distrito sede de Ilhabela
- Praia da Caveira
- Praia do Guanxuma
- Saco do Eustáquio
- Praia do Gato
- Praia de Castelhanos - única praia de Paranabi acessível por veículos terrestres motorizados
- Praia Mansa
- Praia Vermelha
- Praia da Figueira
- Praia Saco do Sombrio - onde fica a vila de Paranabi, sede do distrito
- Praia de Indaiauba
- Praia das Enchovas - última praia de Paranabi, no sul da ilha, na divisa com o distrito de Cambaquara

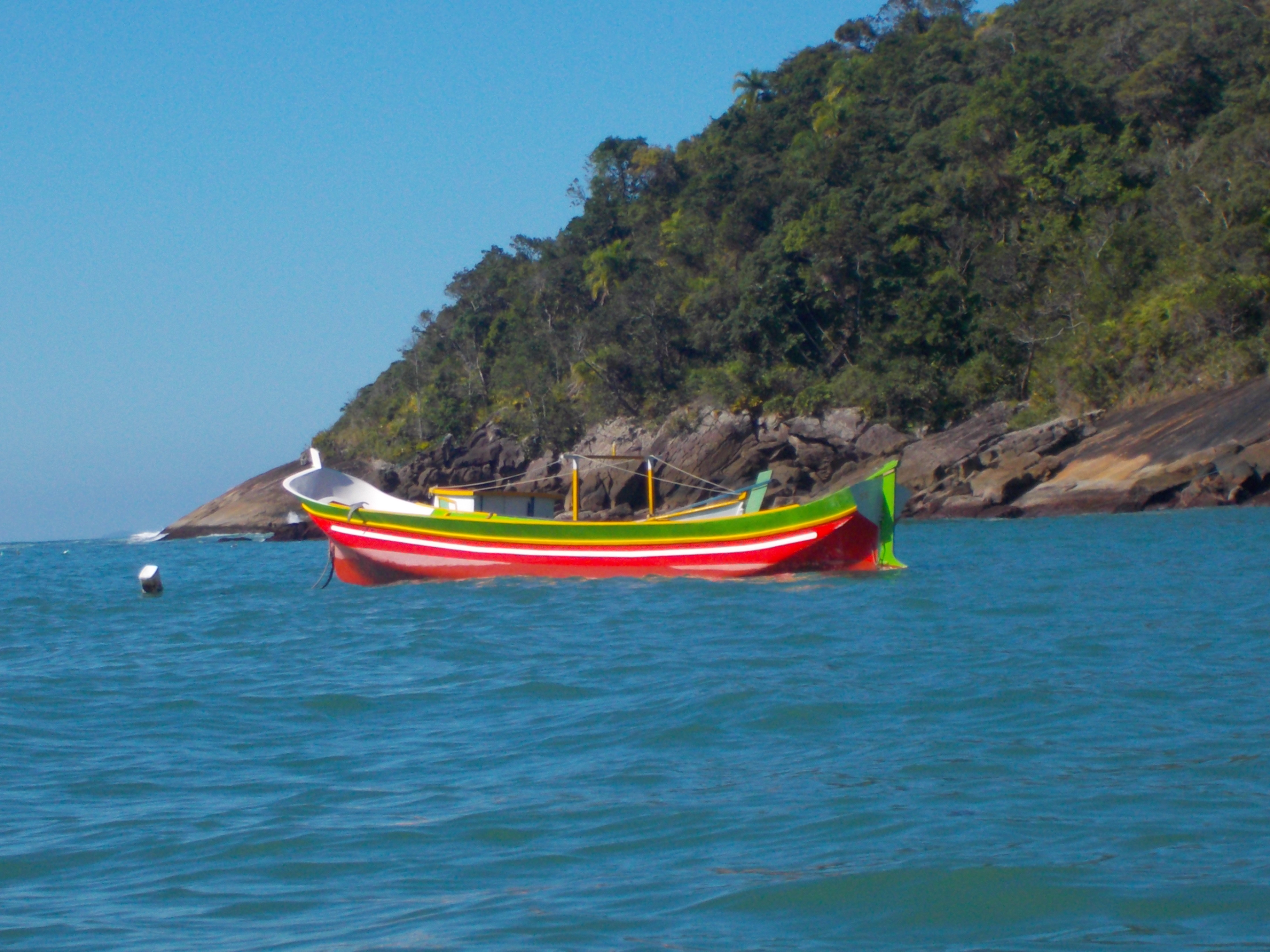
Praia da Serraria
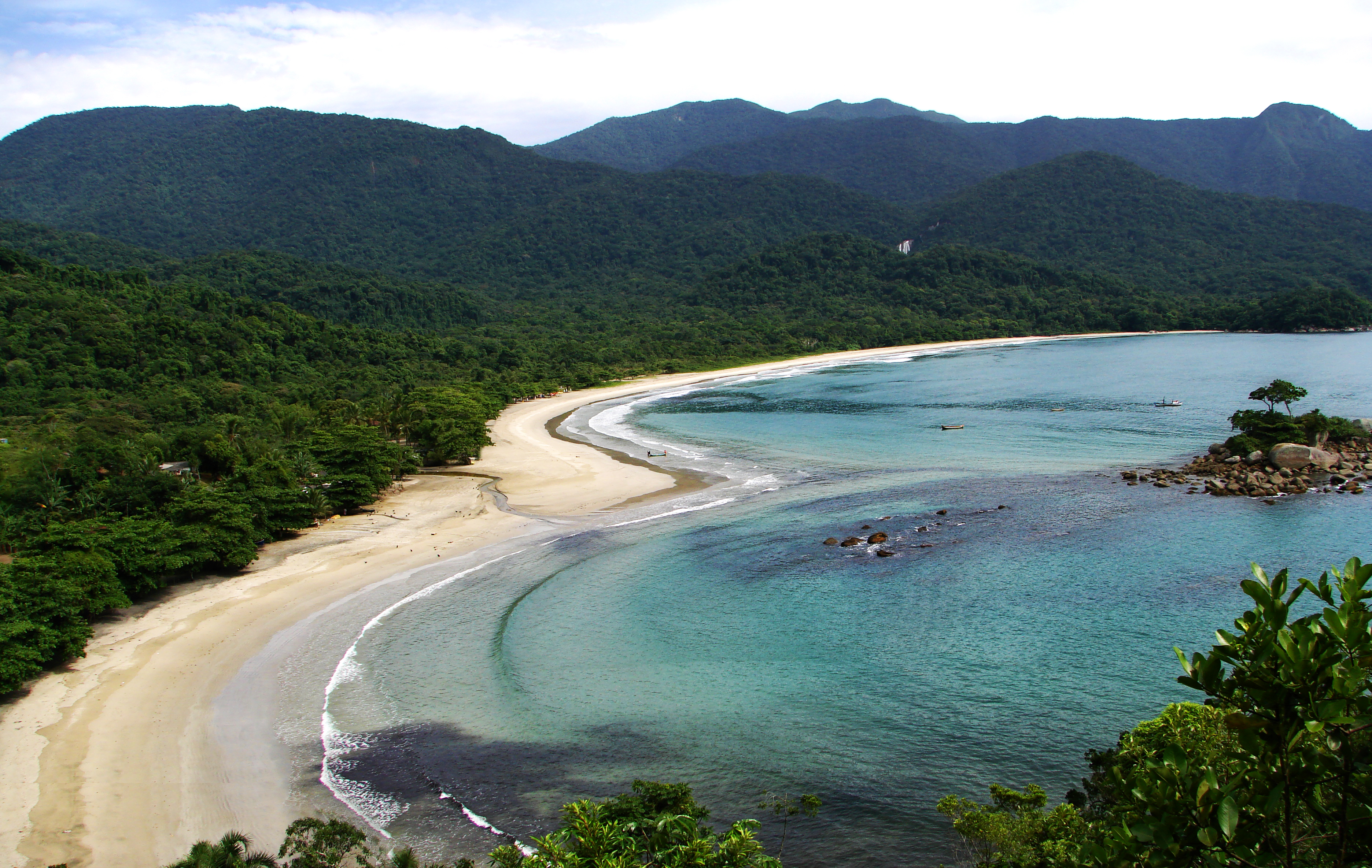
Praia de Castelhanos
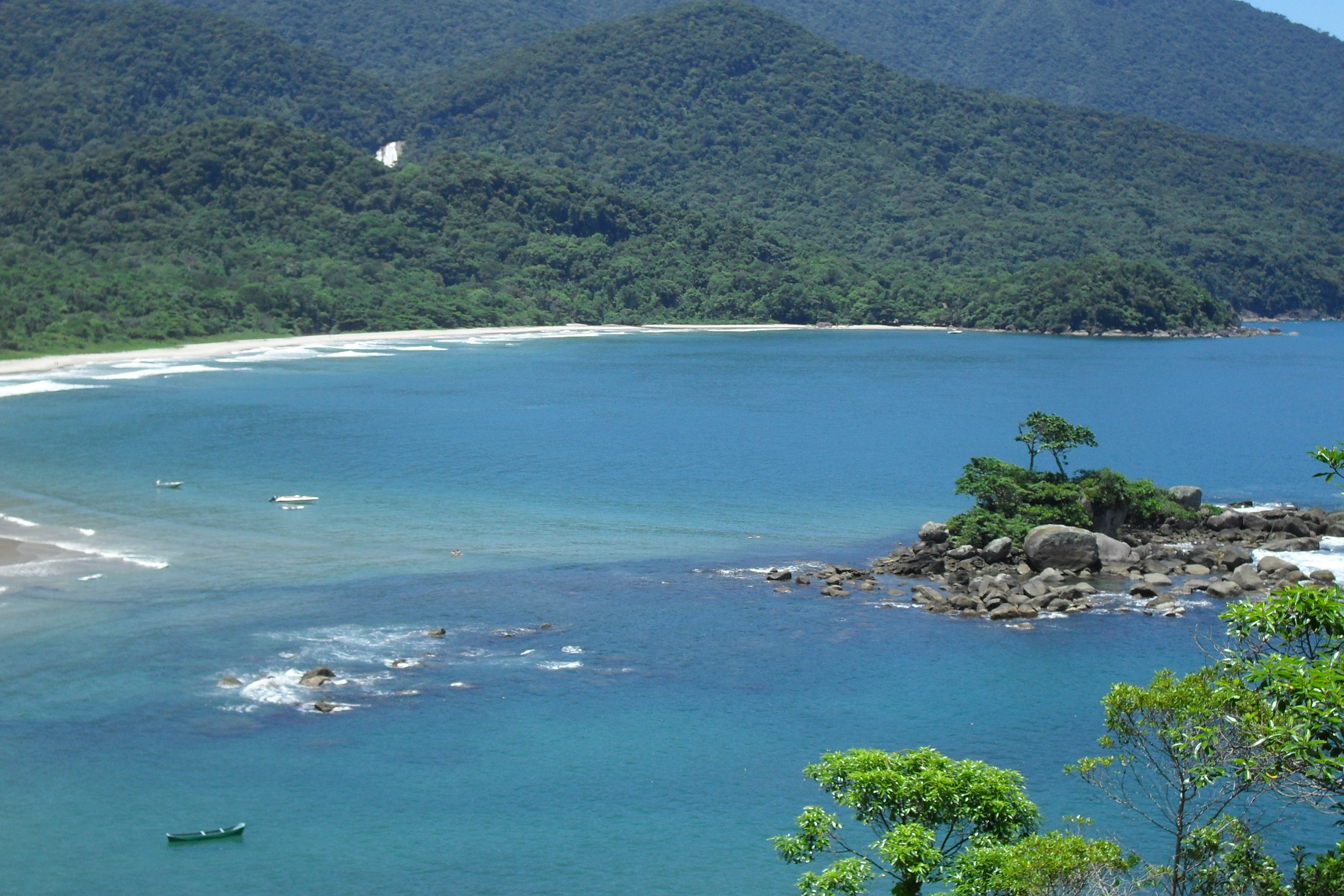
Praia de Castelhanos
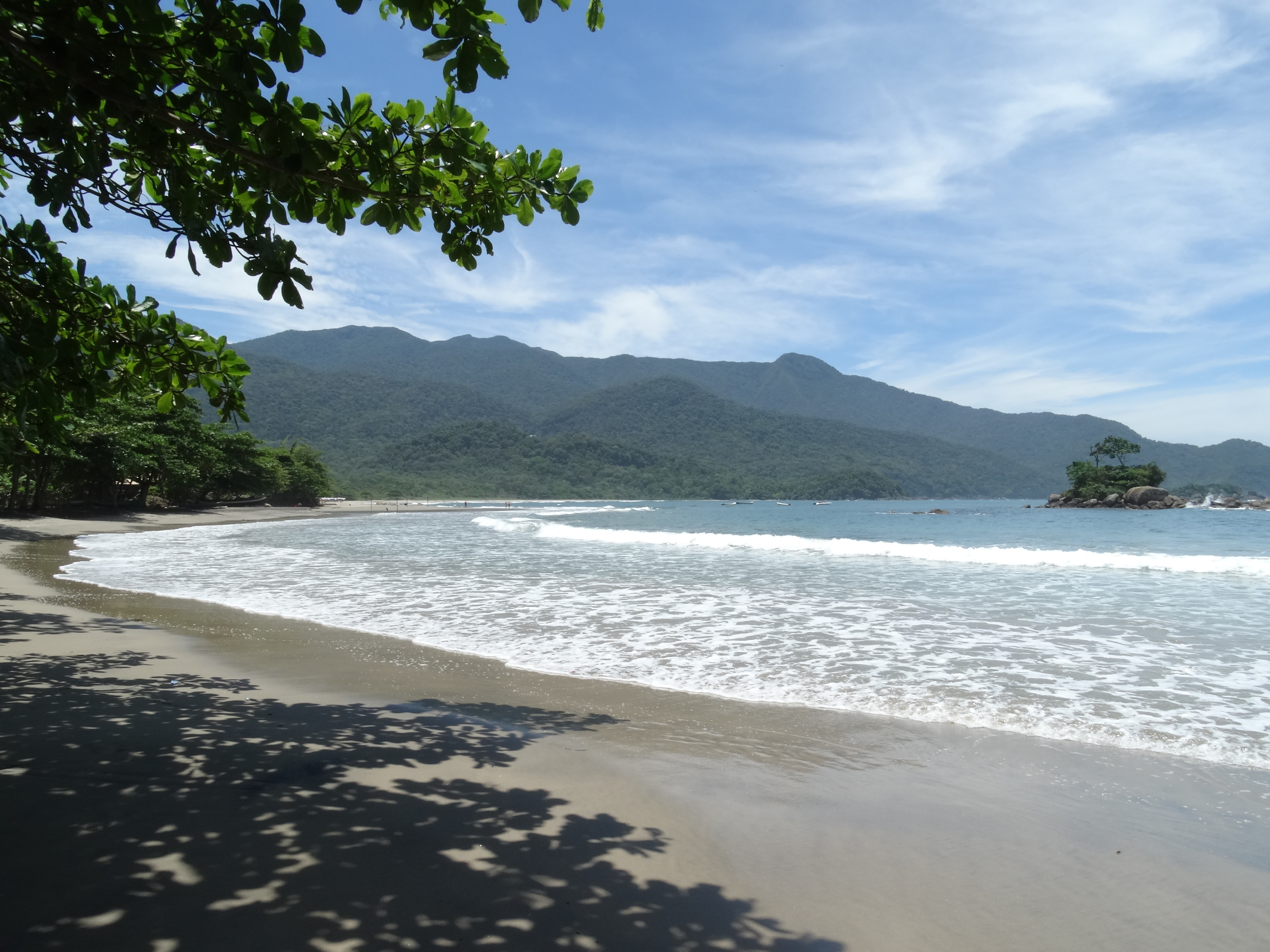
Praia de Castelhanos
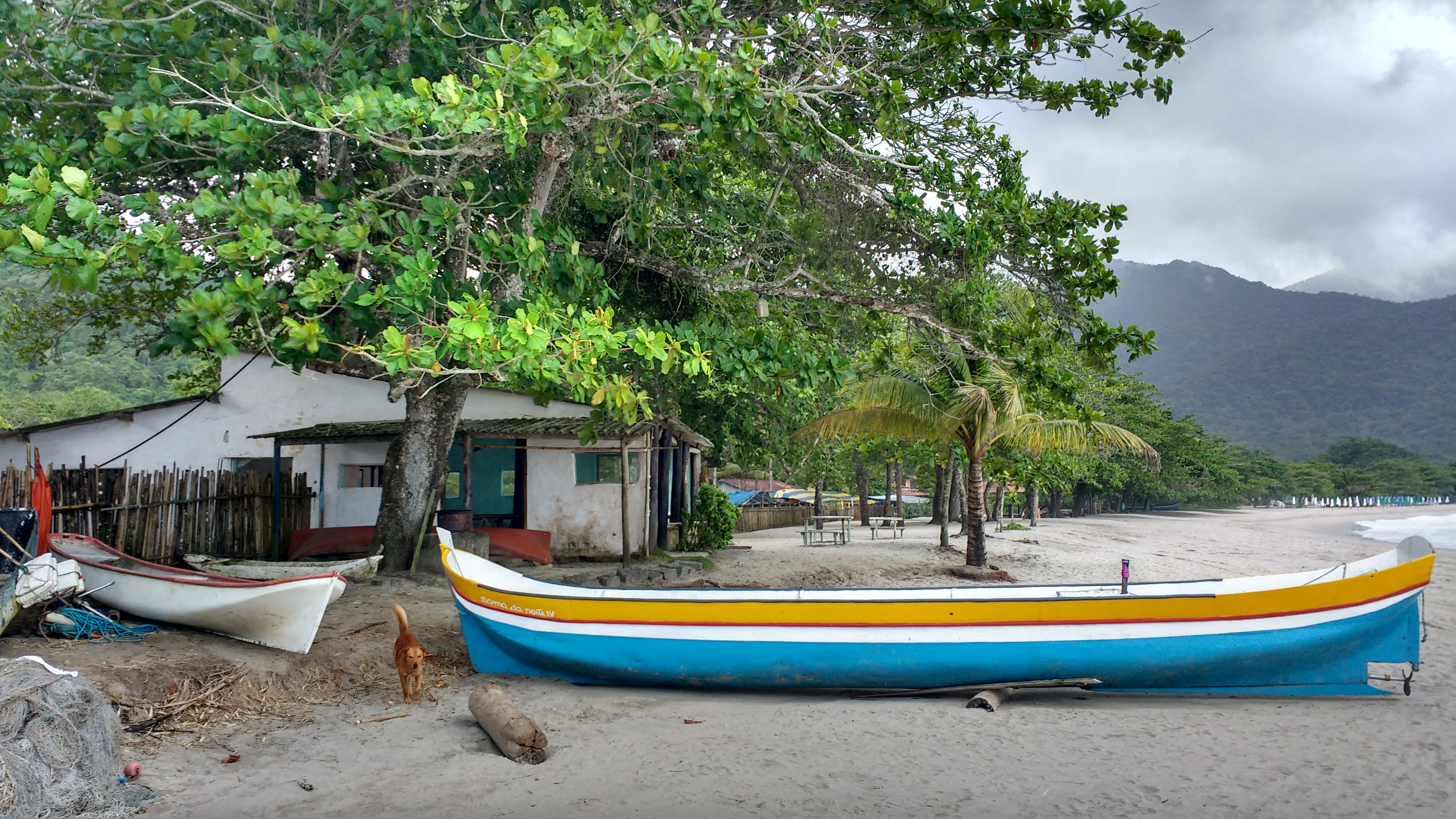
Praia de Castelhanos
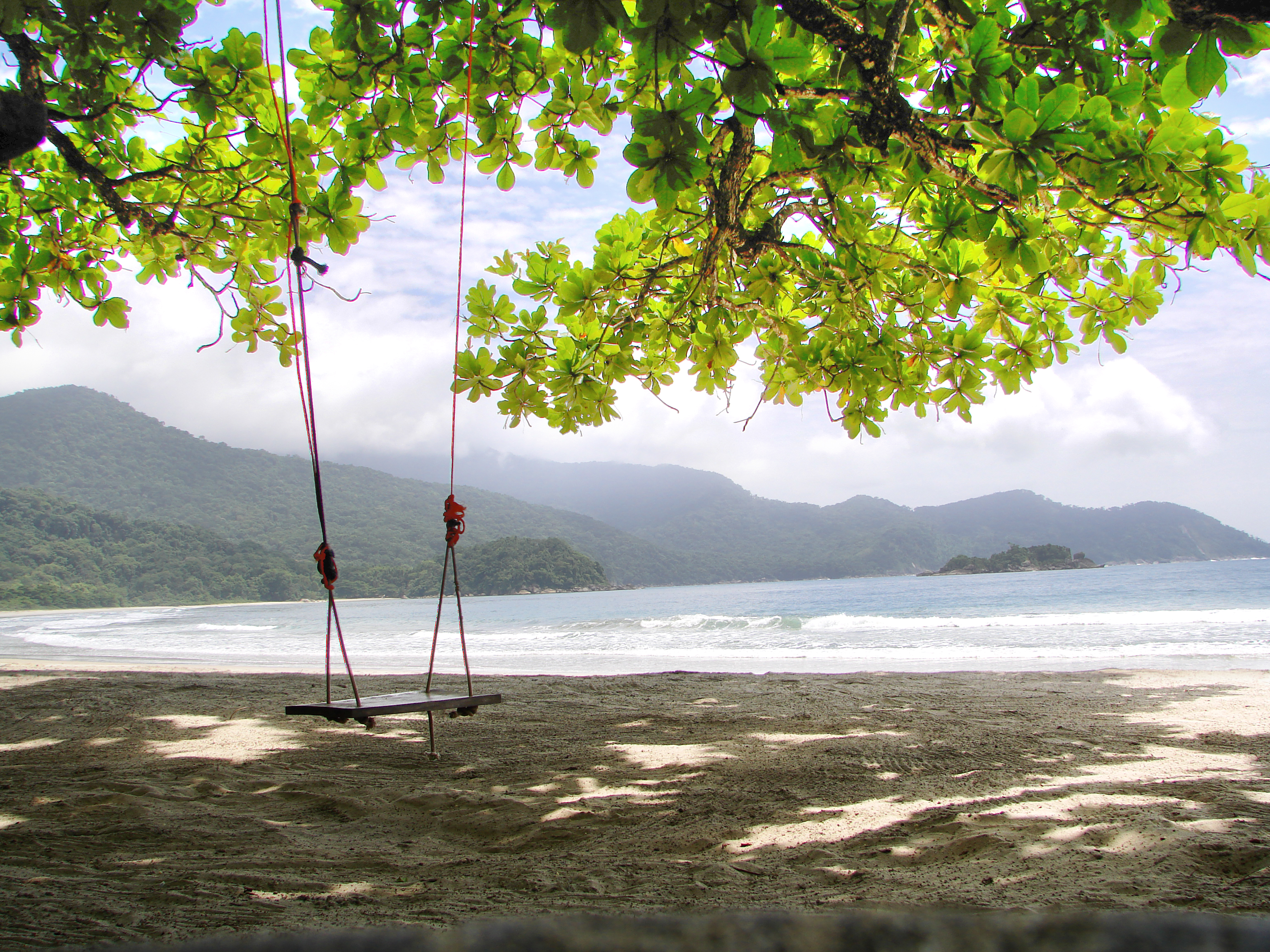
Praia de Castelhanos
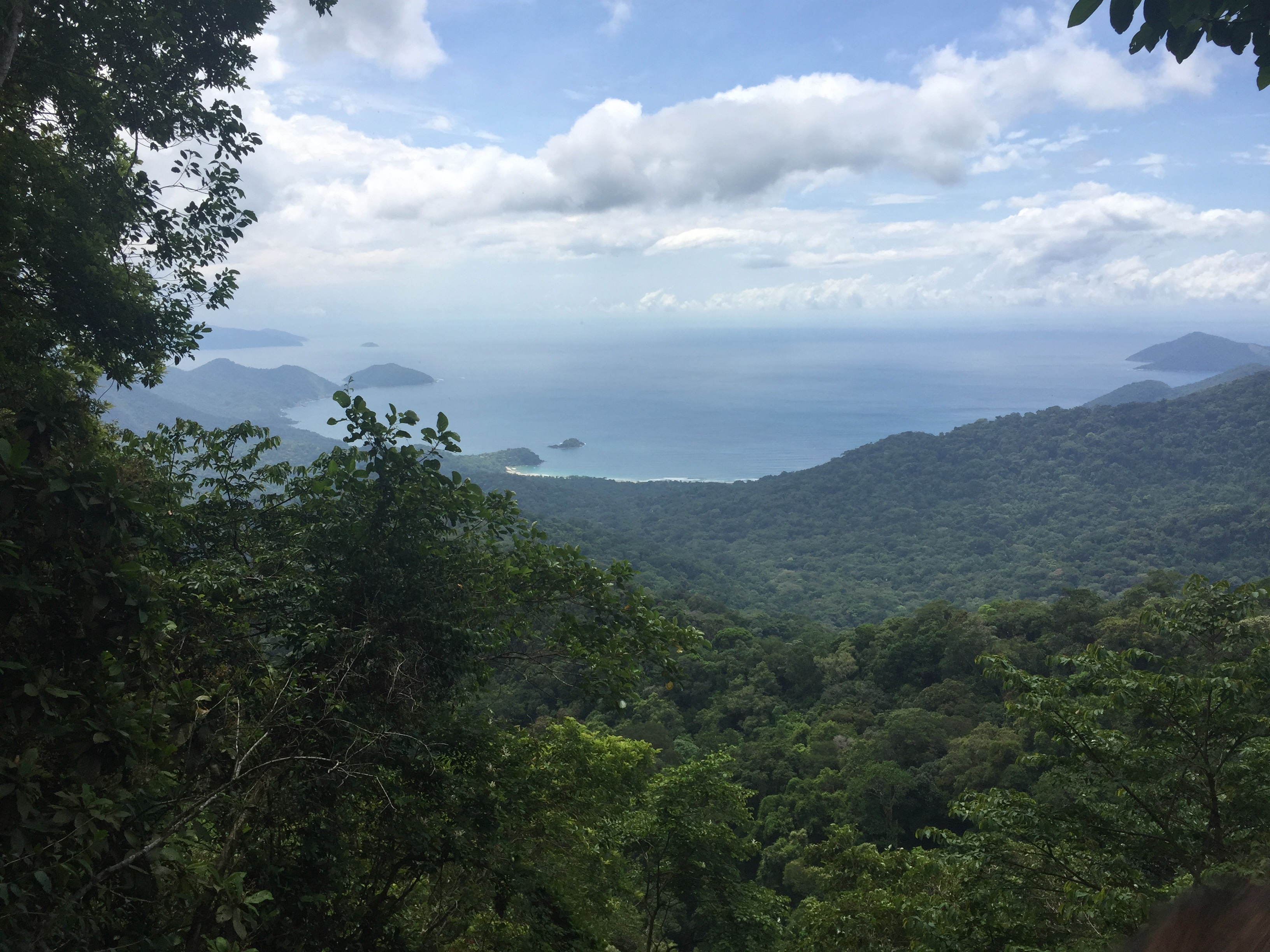
Praia de Castelhanos
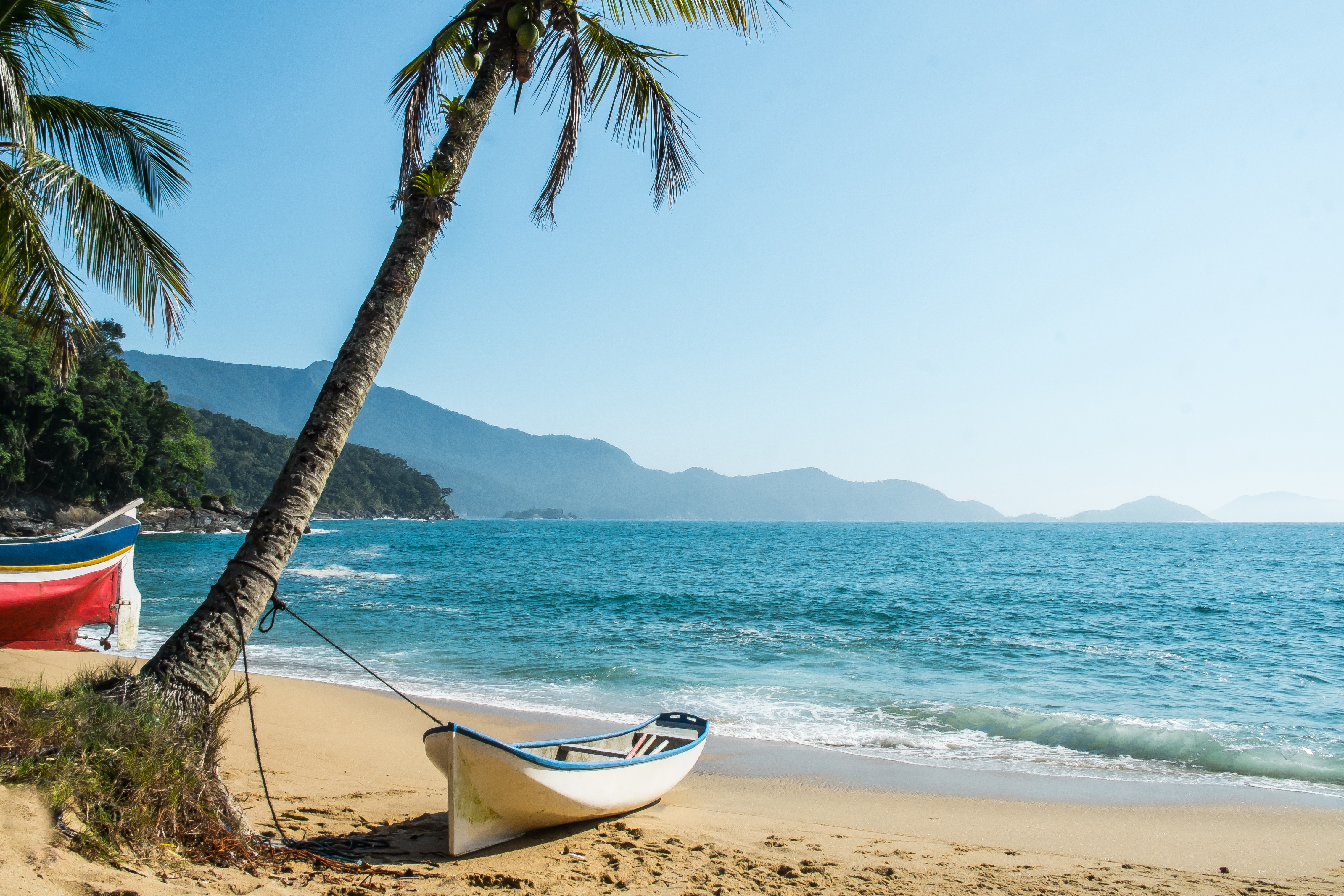
Praia Vermelha
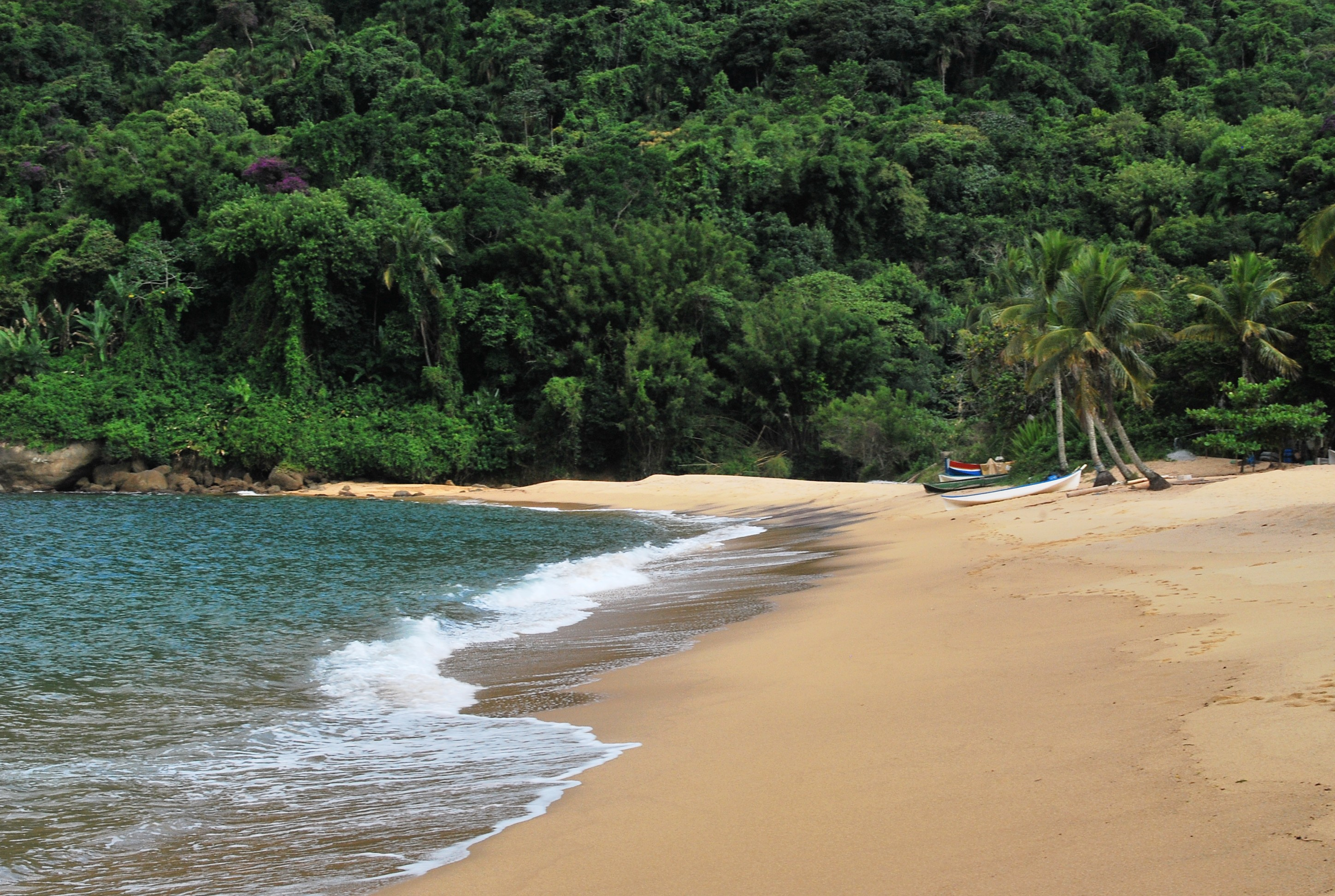
Praia Vermelha
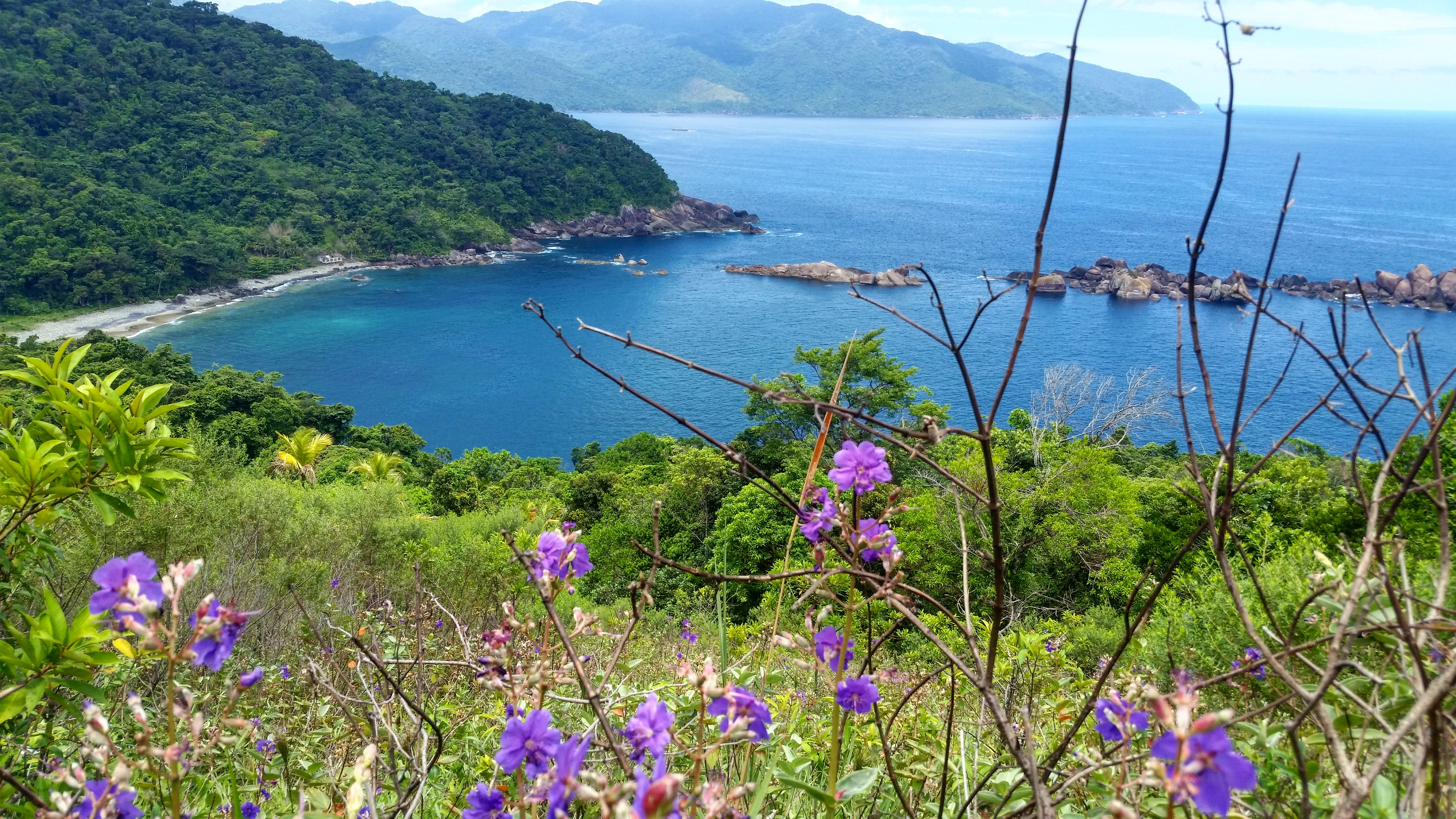
Praia das Enchovas

## Religião
O Cristianismo se faz presente no distrito da seguinte forma:

### Igreja Católica
- A igreja faz parte da Diocese de Caraguatatuba[11].